# Zheng Siwei
Det här är en artikel om en person med kinesiskt personnamn; Zheng är familjenamnet.
Zheng Siwei (kinesiska: 郑思维; pinyin: Zhèng Sīwéi), född 26 februari 1997, är en kinesisk badmintonspelare.

## Karriär
Vid olympiska sommarspelen 2020 i Tokyo var Zheng och Huang Yaqiong toppseedade i mixeddubbeln. De tog silver i tävlingen efter att ha förlorat i finalen mot Wang Yilyu och Huang Dongping.
Vid OS 2024 i Paris tog Zheng guld tillsammans med Huang Yaqiong i mixeddubbel.